# Кожушна
Кожушна (рум. Cojuşna) — село в Страшенском районе Молдавии. Относится к сёлам, не образующим коммуну.

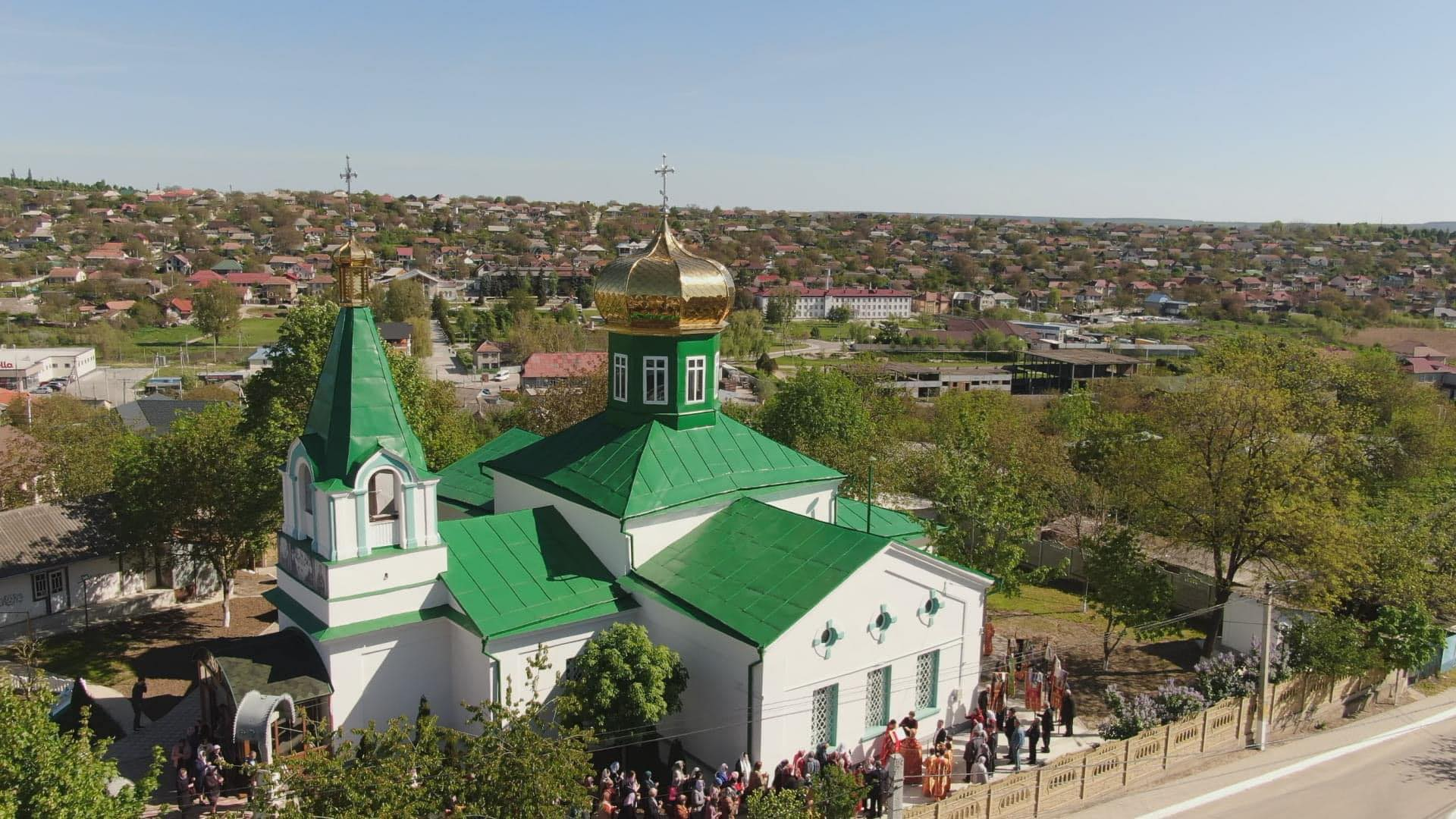
Георгиевская церковь

## География
Село расположено на высоте 86 метров над уровнем моря, близ реки Бык (приток Днестра).

## Население
По данным переписи населения 2004 года, в селе Кожушна проживает 7006 человек (3380 мужчин, 3626 женщин).
Этнический состав села:
| Национальность | Число жителей | Процентный состав |
| -------------- | ------------- | ----------------- |
| молдаване      | 6625          | 94,56             |
| румыны         | 150           | 2,14              |
| русские        | 103           | 1,47              |
| украинцы       | 85            | 1,21              |
| болгары        | 14            | 0,2               |
| евреи          | 8             | 0,11              |
| гагаузы        | 4             | 0,06              |
| цыгане         | 2             | 0,03              |
| поляки         | 2             | 0,03              |
| прочие         | 13            | 0,19              |
| Всего          | 7006          | 100 %             |

## Промышленность
- В Кожушне действует винный завод, основанный в 1908 году. Сегодня завод производит более 10 наименований вин, включая такие известные марки как Dumbrava din Cojusna и Cojusna. В винотеке в средневековом стиле часто проводятся туристические экскурсии.
- SRL Nefis производство кондитерских изделий (печенье, конфеты и т.п.)